# Obélisque de Louxor
Obélisque de la place de la Concorde
L'obélisque de Louxor est un obélisque du XIIIe siècle av. J.-C. provenant du temple d’Amon de Louxor, en Égypte, érigé depuis 1836 au centre de la place de la Concorde à Paris, après avoir été offert par l'Égypte.
L’obélisque de Louxor a été classé au titre de monument historique en 1937. En tenant compte de sa fabrication, qui remonte à la civilisation égyptienne antique, il s'agit du monument de Paris le plus ancien, antérieur à la fondation de la capitale,. Le second obélisque de Louxor est visible sur le site de la ville égyptienne.

## Histoire

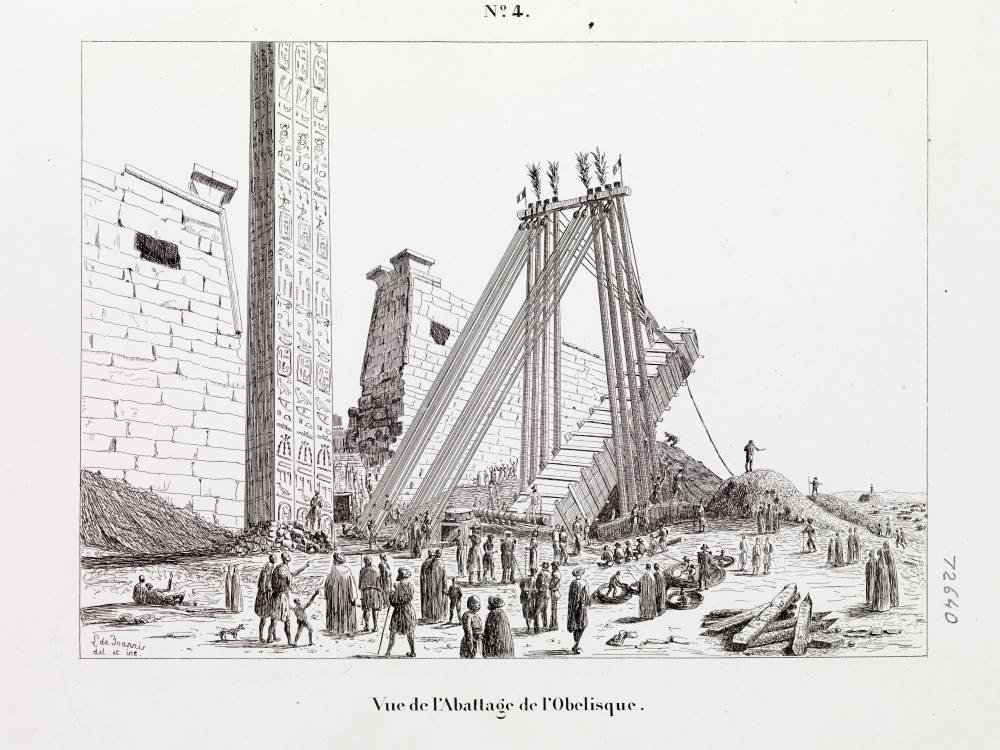
Vue de l'abattage de l'obélisque dans Campagne du Luxor (1835). Estampe, 1831, Léon de Joannis. Musée national de la Marine.

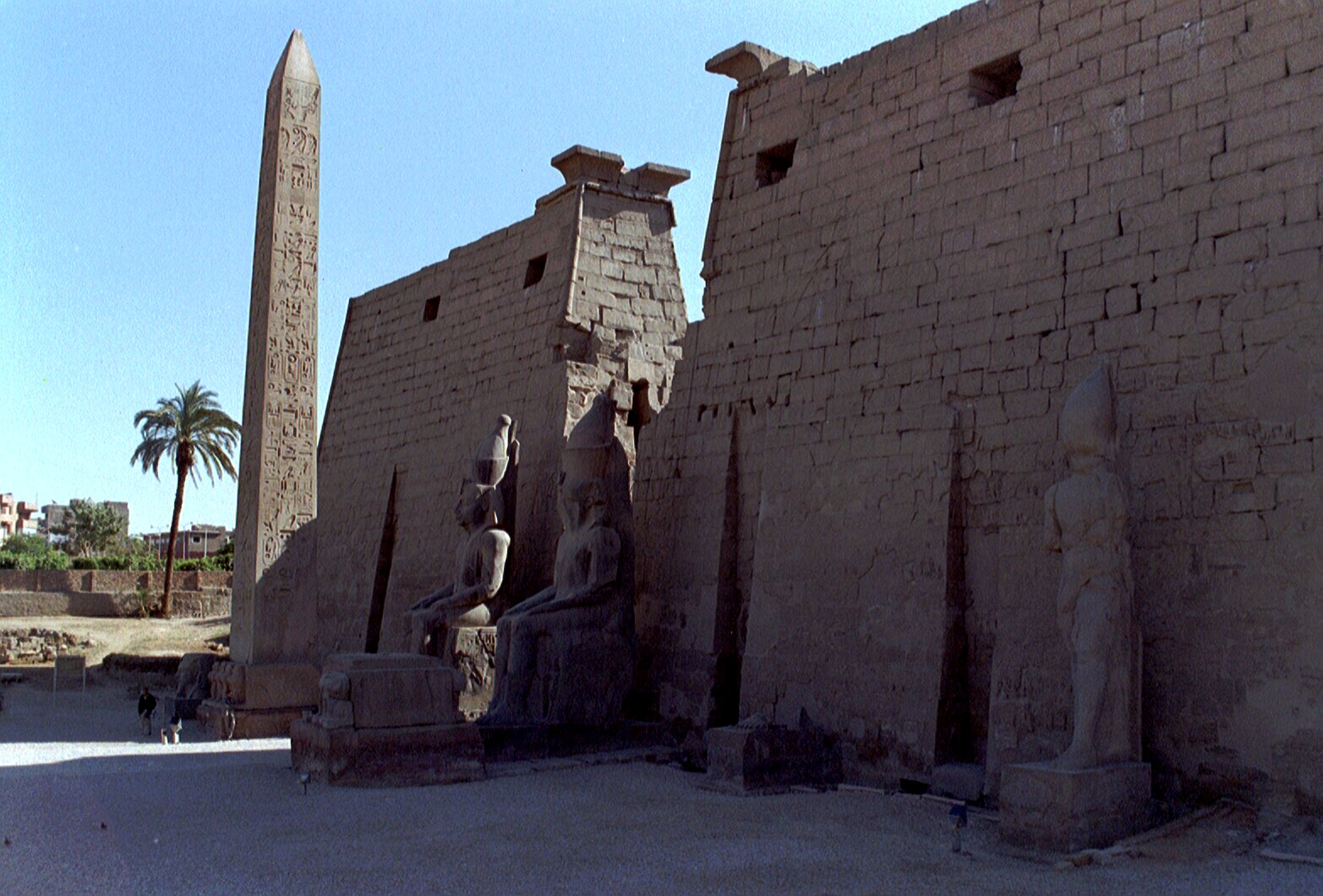
L'entrée du temple de Louxor ; au 1er plan, le vide créé par l'obélisque manquant.

C'est Méhémet Ali, vice-roi d'Égypte, qui, en signe de bonne entente, et avec l'accord du baron Taylor puis de Jean-François Champollion, offre à Charles X et à la France, au début de 1830, les deux obélisques érigés devant le temple de Louxor. Seul celui de droite (en regardant le temple) est descendu de sa base et transporté vers la France ; le président François Mitterrand annonça officiellement le 26 septembre 1981 que la France renonçait définitivement à prendre possession du deuxième obélisque, resté sur place, restituant ainsi sa propriété à l'Égypte,.
En échange des obélisques, Louis-Philippe Ier offre en 1845 une horloge en cuivre, qui orne aujourd'hui la citadelle du Caire, mais qui, pour l'anecdote, ne fonctionna quasiment jamais, du moins aux dires des Cairotes, ayant été probablement endommagée lors de la livraison. Elle a été finalement réparée en 2021.

## Le transport de Louxor à Paris
Les plans pour l'abattage sont établis par Armand Florimond Mimerel, ingénieur de la Marine. La révolution de 1830 faillit tout remettre en cause, mais Méhémet Ali confirme son don en novembre 1830. C'est Champollion qui est chargé par le roi de choisir le premier des deux obélisques qui devait rejoindre la France. Jean-François Champollion choisit « le plus occidental, celui de droite en entrant dans le palais. Le pyramidion a un peu souffert, il est vrai, mais le corps entier de cet obélisque est intact, et d'une admirable conservation, tandis que l'obélisque de gauche, comme je m'en suis convaincu par des fouilles, a éprouvé une grande fracture vers la base ».
Un navire, spécialement construit à cette fin, le Louxor, commandé par Raymond de Verninac Saint-Maur, quitte Toulon en avril 1831 et remonte le Nil en août. Il s'agit d'une barge à fond plat, à usage unique d'une construction inhabituelle (cinq quilles, proue amovible) dont les dimensions ont été étudiées en fonction des ponts sur la Seine. Après s'être approché au plus près de l'obélisque grâce au creusement d'un canal par 300 fellahs, le bateau embarque le monolithe le 19 décembre. Huit mois s'écoulent avant que le Nil, en crue, permette au navire de flotter le 18 août. La barge quitte Thèbes le 25 août 1832, parvient le 2 octobre à Rosette, à l'embouchure du Nil où elle est bloquée par des bancs de sable. Le 1er janvier 1833, le Louxor franchit la barre du Nil grâce aux vents locaux qui déplacent le sable et parvient à Alexandrie le lendemain. L'équipage doit attendre la fin des tempêtes d'hiver pour quitter le port le 1er avril 1833 avec sa précieuse cargaison. Le navire est remorqué par la corvette à vapeur et à voiles Sphinx sur le trajet Alexandrie - Rouen. Arrivé à Toulon dans la nuit du 10 au 11 mai 1833, il atteint Paris le 23 décembre après avoir contourné l'Espagne et remonté la Seine depuis Rouen, après escale à Cherbourg,. Il est alors déposé couché sur le quai au début du Cours-la-Reine.
Louis-Philippe Ier décide de l'ériger au centre de la place de la Concorde à Paris. Il y remplace un monument en l'honneur de Louis XVI, décapité en ce même endroit lors de la Révolution française. La première pierre de ce monument, qui comprenait une statue équestre du roi réalisée par Jean-Pierre Cortot, fut posée par Charles X le 3 mai 1826,. La statue royale qui occupait le centre de la place fut détruite en 1830. Le choix d'un monument totalement étranger à l'histoire nationale était destiné à empêcher les querelles de mémoire et les tentatives d'appropriation de ce haut lieu de la Révolution française par telle ou telle faction.
L'obélisque est érigé en grande pompe, le 25 octobre 1836, par l'ingénieur Apollinaire Lebas à l'aide de machines élévatrices et de gigantesques cabestans. L’orientation originelle du monolithe par rapport aux points cardinaux n'a pas été respectée ; elle a subi une rotation anti-horaire d'environ 90°. La face originellement à l’est s’est donc retrouvée au nord. L’obélisque est dit « décalé » comme l'exprime le texte métaphorique d'un médaillon scellé au sol en 1939 : « Au levant de Thèbes surgit à Paris le Nord. »
Louis-Philippe Ier, dont c'était la première grande sortie publique depuis l'attentat d'Alibaud du 25 juin 1836, n'avait pas voulu prendre le risque du ridicule en cas d'échec de l'opération. Il s'était donc installé discrètement, avec la famille royale, aux fenêtres de l'hôtel de la Marine. Au moment précis où l'obélisque se dresse sur son socle, le roi et sa famille paraissent au balcon dans une mise en scène parfaitement réglée et recueillent l'ovation de la foule considérable qui se pressait pour assister à l'opération.
Le haut piédestal décrit les méthodes qui ont permis le transport de cet obélisque, puis son érection.

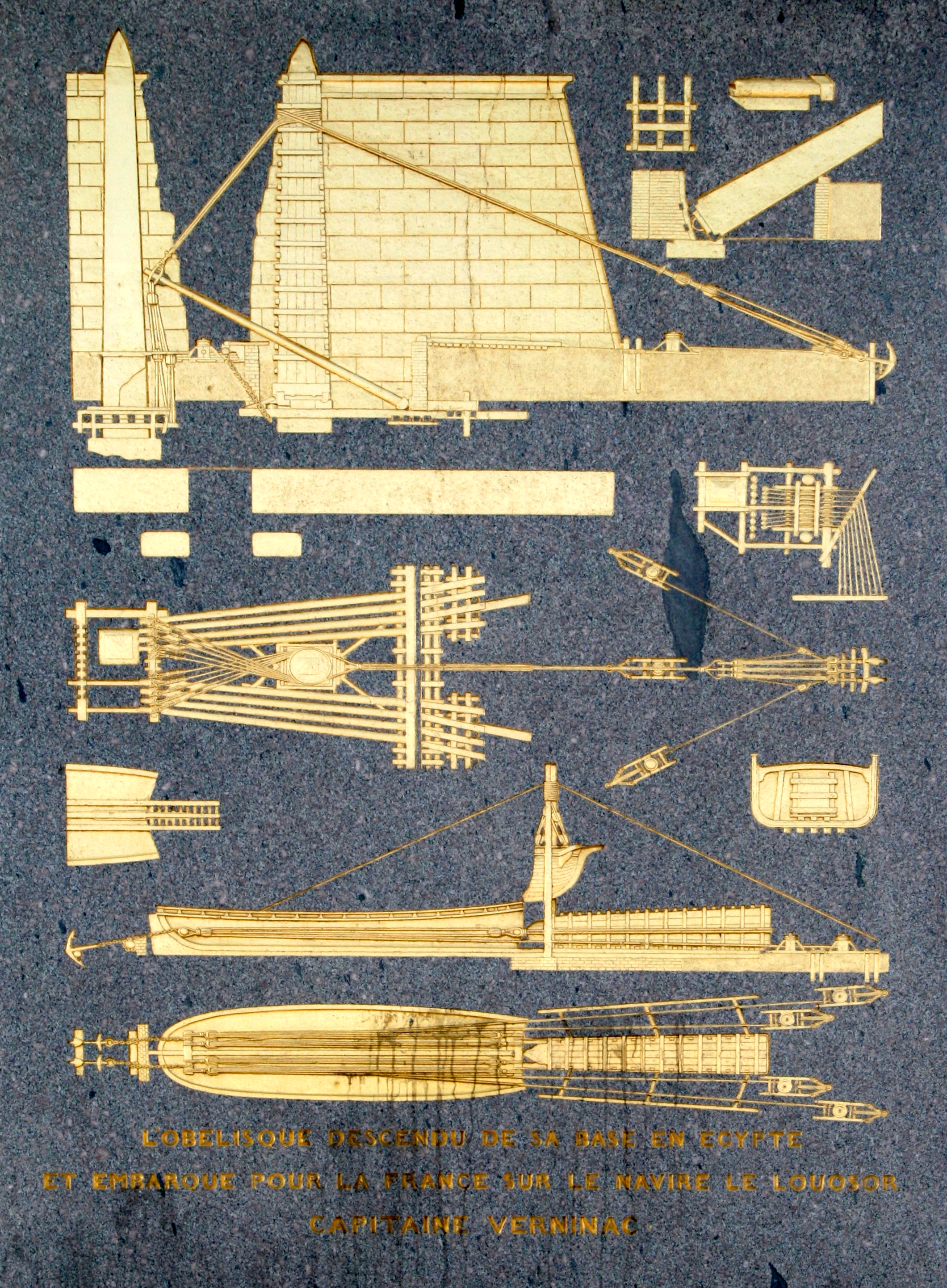
L'obélisque descendu de sa base en Égypte et embarqué pour la France.
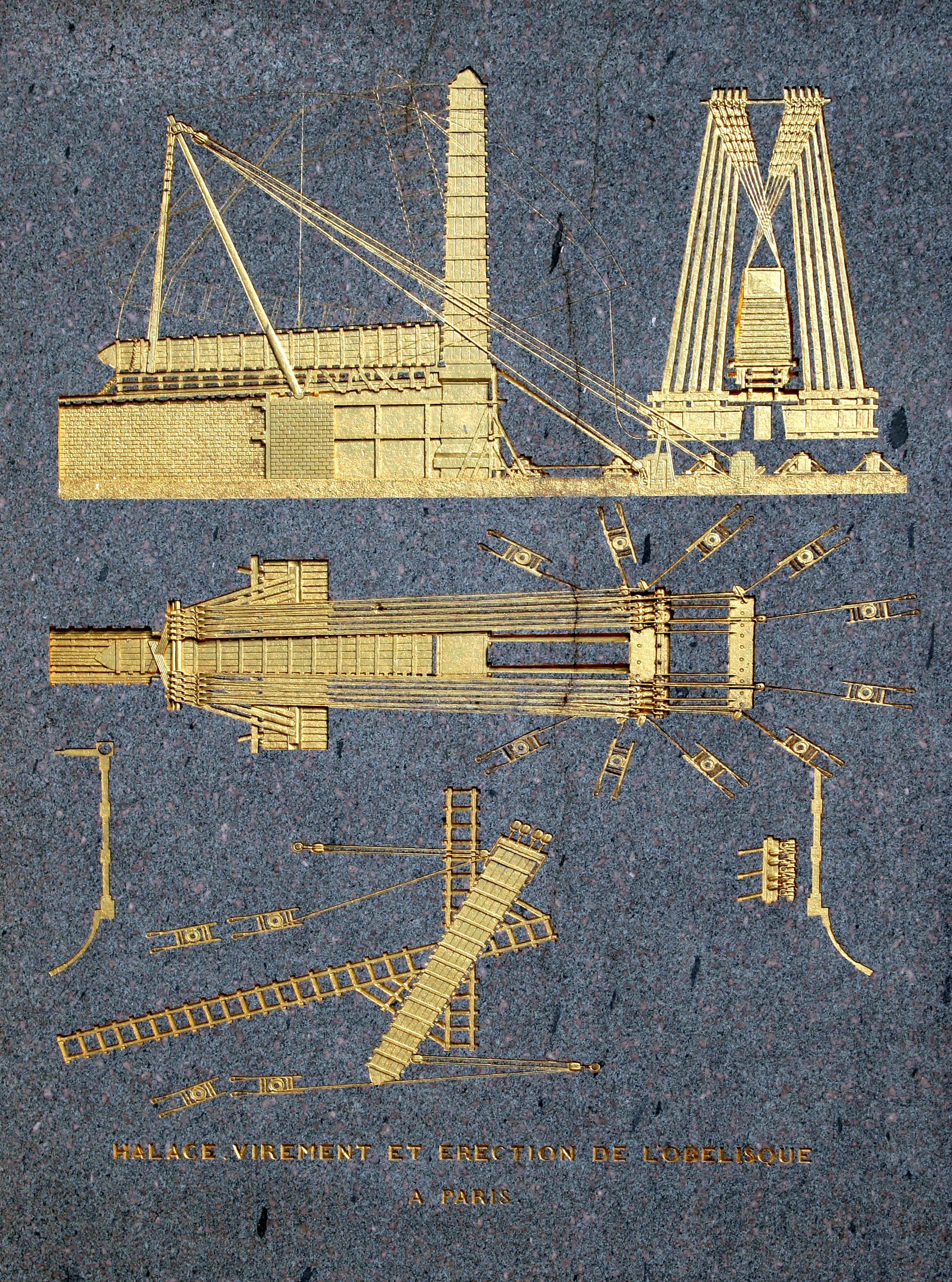
Halage, virement et érection de l'obélisque à Paris.
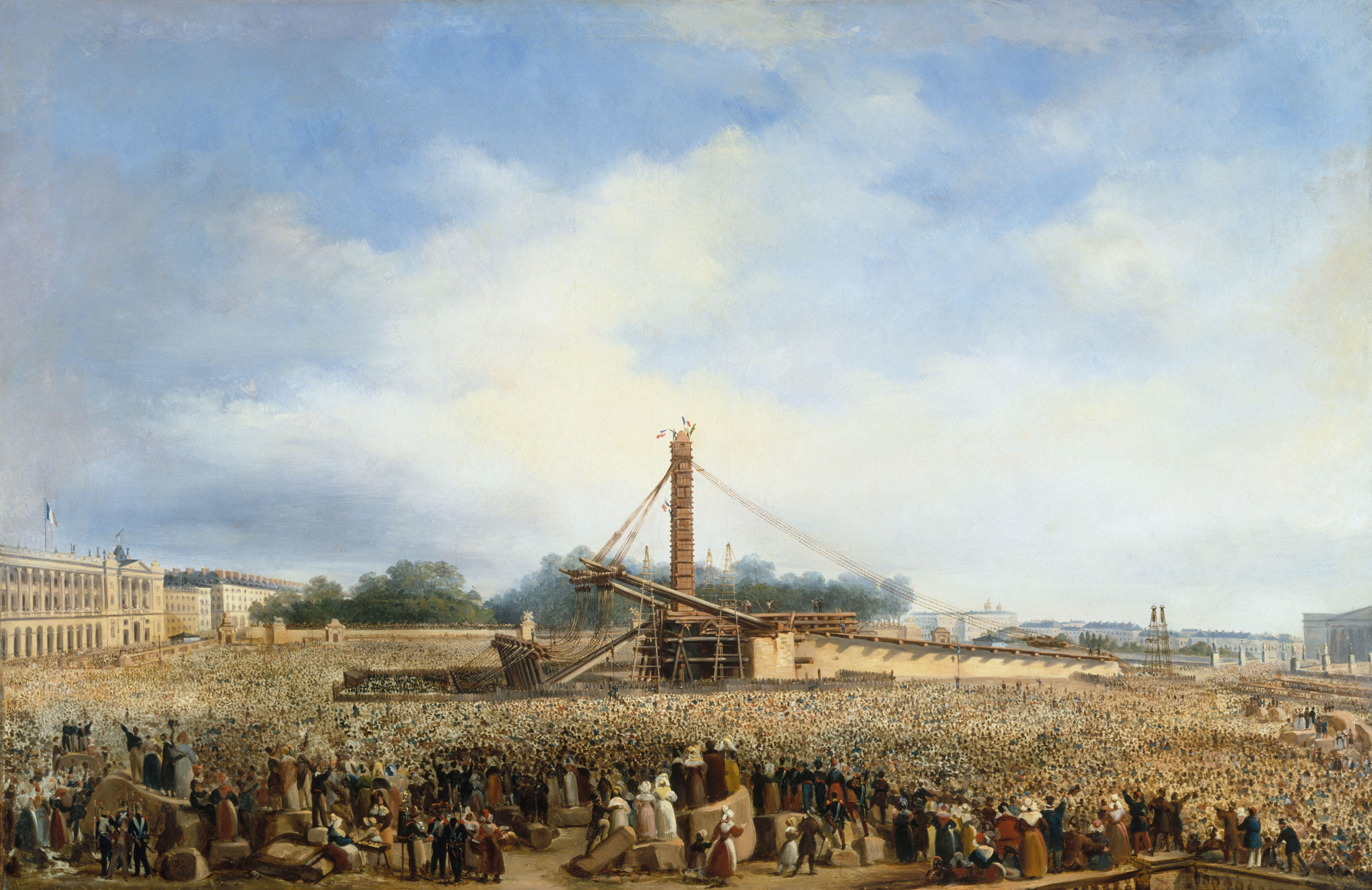
Érection de l'obélisque de Louxor sur la place de la Concorde, le 25 octobre 1836, par François Dubois (1790-1871).
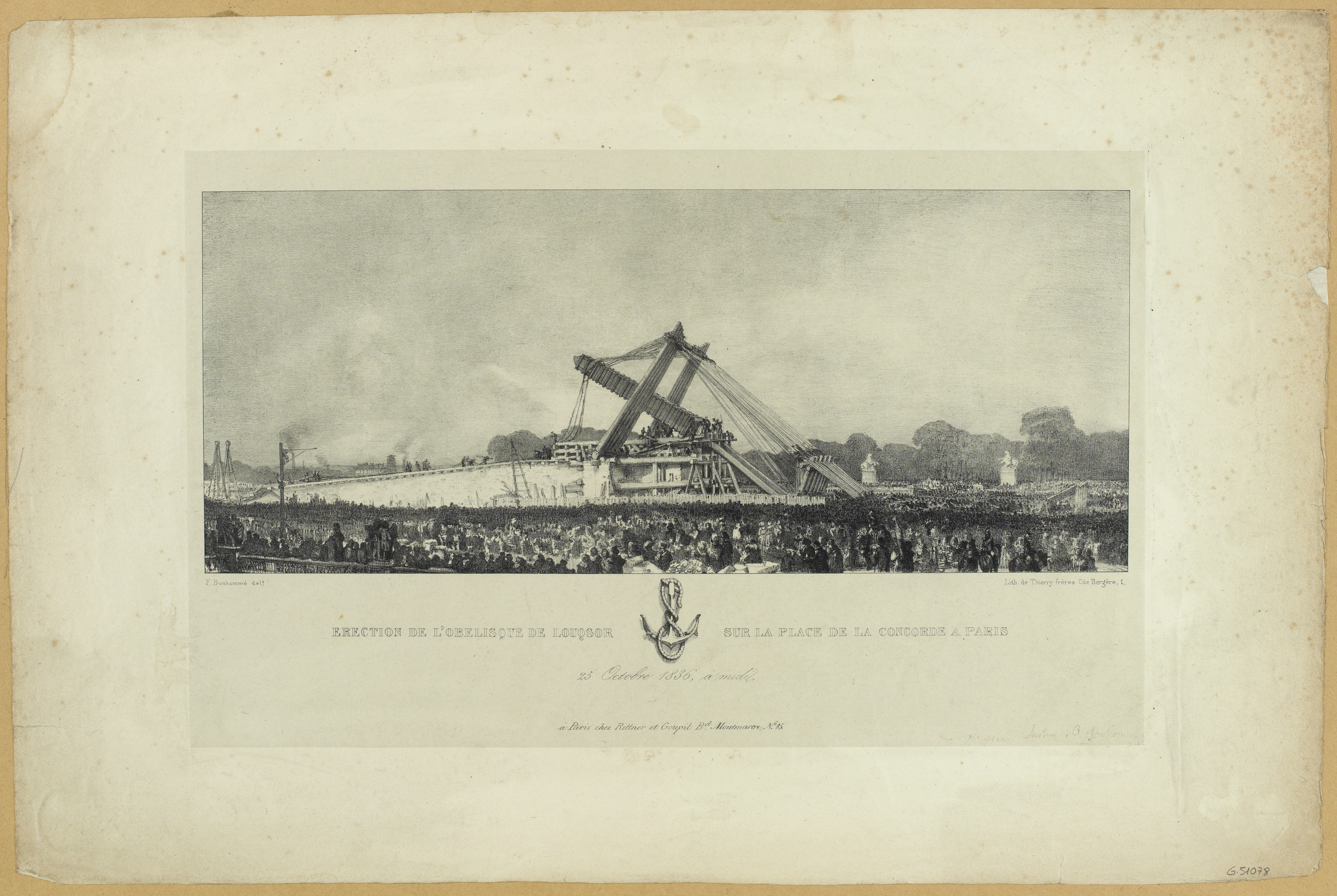
Érection de l’obélisque de Louxor sur la place de la Concorde le 25 octobre 1836 à midi par Ignace-François Bonhommé (1809-1881)
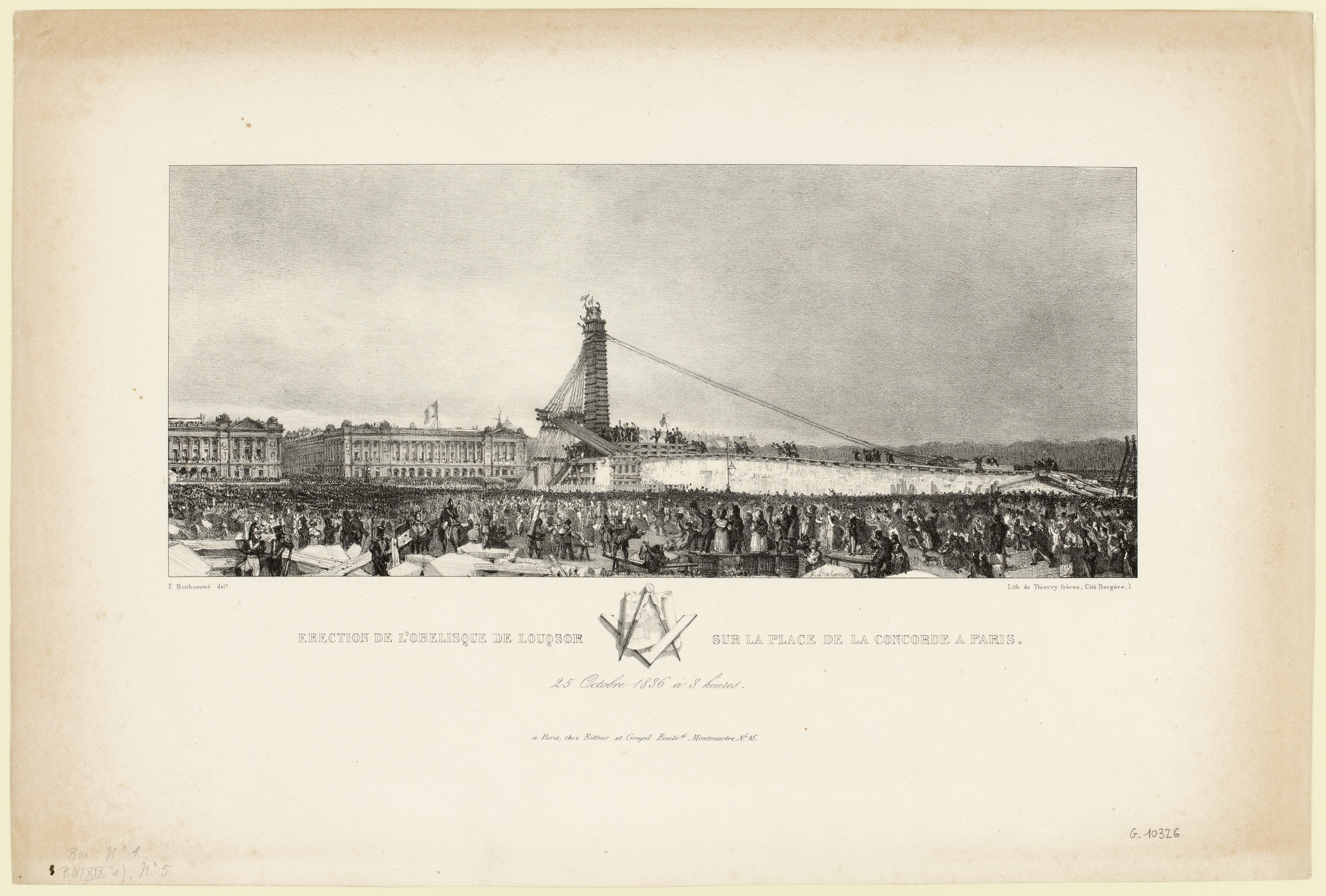
Érection de l'obélisque de Louxor sur la place de la Concorde le 25 octobre 1836 à 3 heures par Ignace-François Bonhommé (1809-1881)

## Description et utilisation contemporaine
L'obélisque, datant du XIIIe siècle av. J.-C., mesure 23 mètres de hauteur et pèse 222 tonnes, auxquelles il faut ajouter les 240 t du piédestal. Son sommet est à 33,37 m de hauteur.
Le médaillon mentionnant la rotation de l'obélisque est situé à une dizaine de mètres au nord du monument, sur la ligne horaire du midi ; il marque la position de l’extrémité de l’ombre de l'obélisque à midi, le jour du solstice d'été (21 juin), au moment où l’ombre est la plus courte de l’année.
Le monument est restauré en 2022. Le site est desservi par la station de métro Concorde.

### Obélisque
L'obélisque lui-même est constitué de syénite (une roche rose, voisine des granites mais très pauvre en quartz) provenant de Syène (l'actuel Assouan). Dans ces mêmes carrières, on a trouvé un obélisque inachevé, qui a retenu l'attention des archéologues,.

### Base

#### Base carrée d'origine
À l'origine, comme son alter ego de Louxor, l'obélisque reposait sur une base carrée décorée de seize babouins dressés sur leurs pattes arrière et dont le sexe est bien visible. Un fragment de ce socle fut rapporté d'Égypte avec l'obélisque. Pour ne pas choquer la société française prude du XIXe siècle, cet élément ne fut pas installé place de la Concorde. On peut le voir à la section des antiquités égyptiennes du musée du Louvre,. Il est exposé un temps au musée du Louvre-Lens, dans la Galerie du temps, avant d'être exposé à nouveau au musée du Louvre fin 2024.

#### Base actuelle
Le piédestal de l'obélisque est réalisé en cinq blocs de granite rose issus des carrières de l'Aber-Ildut , en Bretagne, où une réplique au 1/7e a été réalisée et implantée sur le port. Il a été conçu dans le cadre du réaménagement général de la place de la Concorde par Jacques Hittorff. Deux de ses faces montrent le prélèvement, le transport et le remontage de l'obélisque, les deux autres portent une inscription rappelant le patronage du projet par Louis Philippe et faisant allusion à l'engagement égyptien de la France depuis Napoléon Ier.
L'ensemble du monument est entouré d'une grille composée de 323 piques de métal doré.

### Hiéroglyphes
Parmi les hiéroglyphes ornant chacune des faces, on ne peut manquer le cartouche de Ramsès II, où le roi fait une offrande au dieu Amon-Rê.
Une traduction des hiéroglyphes a été proposée, en 1868, par un égyptologue français, François Chabas.
En 2025, l'égyptologue français Jean-Guillaume Olette-Pelletier révèle la présence de cryptographies hiéroglyphiques, c'est-à-dire des textes cachés dans les inscriptions et les scènes du sommet de l'obélisque. Il montre ainsi l'importance de ce monument dans la propagande de Ramsès II pour affirmer sa légitimité divine à régner sur l'Égypte.

### Pyramidion
Le sommet de cet obélisque est surmonté d'un pyramidion, de 3,60 m de haut réalisé en tôle de bronze laminé, et doré à la feuille d'or par les ateliers Gohard, dans la teinte la plus proche possible de celle de l'électrum employé dans l'Égypte antique.
Ce revêtement a été installé en mai 1998 dans le cadre de l'année France-Égypte, avec le soutien financier de la fondation Bergé-Saint Laurent. Après quelques hésitations et sur l'insistance de l'égyptologue Christiane Desroches Noblecourt, le pyramidion est censé remplacer un précédent ornement sommital, emporté lors d'invasions en Égypte au VIe siècle.
Selon Étienne Poncelet, architecte en chef des monuments anciens de Paris, le sommet de l'obélisque s'est gravement détérioré lorsque le mégalithe était stocké pendant plusieurs mois dans les cales d'un bateau sur la Seine. Selon ses propos : « J'ai fait installer sous le pyramidion, sous la coiffe, un ensemble dont je ne peux pas vous parler, et qui est une sorte de secret de ce haut de l'obélisque dans lequel sont données toutes les qualités symboliques de ce qui se passe autour de Paris ».
Le sommet du pyramidion installé en 1998 n'était pas parfaitement pointu et a subi au fil du temps des dégradations provoquées par les volatiles. Une nouvelle restauration est lancée en 2022. Le 20 juin 2023, une pointe en acier recouverte de feuilles d'or est installée au sommet de l'obélisque ; elle a été réalisée par les Ateliers d'art Saint-Jacques et la Fonderie de Coubertin, sous l'autorité du ministère de la Culture.

### Cadran solaire
L'astronome Camille Flammarion avait eu l'idée, en 1913, d'utiliser l'obélisque comme gnomon, mais la guerre de 1914 l'empêche de concrétiser ce projet. Sa veuve convainc Daniel Roguet, architecte de l’observatoire de Juvisy, de reprendre le projet, lors de l'exposition universelle de 1937. Des travaux sont entrepris en 1939, mais la Seconde Guerre mondiale les interrompt.
À l’initiative de Philippe de La Cotardière et de Denis Savoie de la Société astronomique de France, la réalisation du « cadran solaire horizontal » est effective depuis le 21 juin 1999, jour du solstice d'été. L'ombre de l’obélisque indique l'heure via des clous et des lignes thermocollées sur les terre-pleins piétonniers et sur la chaussée. Ces lignes traversent la partie nord de la place de la Concorde, et commencent ou se terminent par des chiffres romains. Seules les lignes entre 7 h et 17 h figurent.
La ligne des équinoxes a également été tracée sur le parvis central.
Le prolongement des lignes horaires convergent vers un point situé sur la méridienne de l’obélisque, à 29 m au sud de celui-ci. Une droite joignant le point de convergence avec le sommet de l’obélisque ferait un angle de 49° avec le plan horizontal, ce qui correspond à la latitude de Paris. Cette droite serait parallèle à l’axe de rotation de la Terre. C'est l'ombre portée du sommet du monolithe qui doit être prise en compte, elle indique le temps solaire vrai. Il faut effectuer deux correctifs si l'on veut en déduire l'heure légale : à l'heure lue, ajouter 51 minutes en hiver ou 111 en été, du fait de la position de l'obélisque par rapport au méridien de Greenwich (Londres) et du fuseau horaire de la France métropolitaine ; il faut ensuite tenir compte de l'équation du temps qui varie au cours de l'année jusqu'à environ 15 minutes en plus ou en moins. Le flou de l’ombre est la principale source d’imprécision de ce cadran, il est dû à la surface du Soleil qui n’est pas ponctuelle.

### Ascension
En l’an 2000, le grimpeur urbain français Alain Robert escalade l’obélisque, sans avertir personne et sans aucun dispositif de sécurité.
En 2021, Jean-Guillaume Olette-Pelletier est le premier égyptologue à avoir pu accéder au sommet de l'obélisque, grâce à l'échafaudage des travaux de restauration du monument afin d'analyser de près les scènes et inscriptions. 

### Dans la culture
Une exposition, « Le Voyage de l'obélisque », a été organisée au musée national de la Marine au Trocadéro (16e arrondissement de Paris), du 12 février au 6 juillet 2014.
Le 1er décembre 1993, l'obélisque se retrouve recouvert d'un préservatif rose géant à la suite d'une action d'éclat d'Act Up-Paris, dirigée par Cleews Vellay en collaboration avec Benetton, pour sensibiliser l'opinion et le pouvoir public à l'épidémie du SIDA.

## Galerie

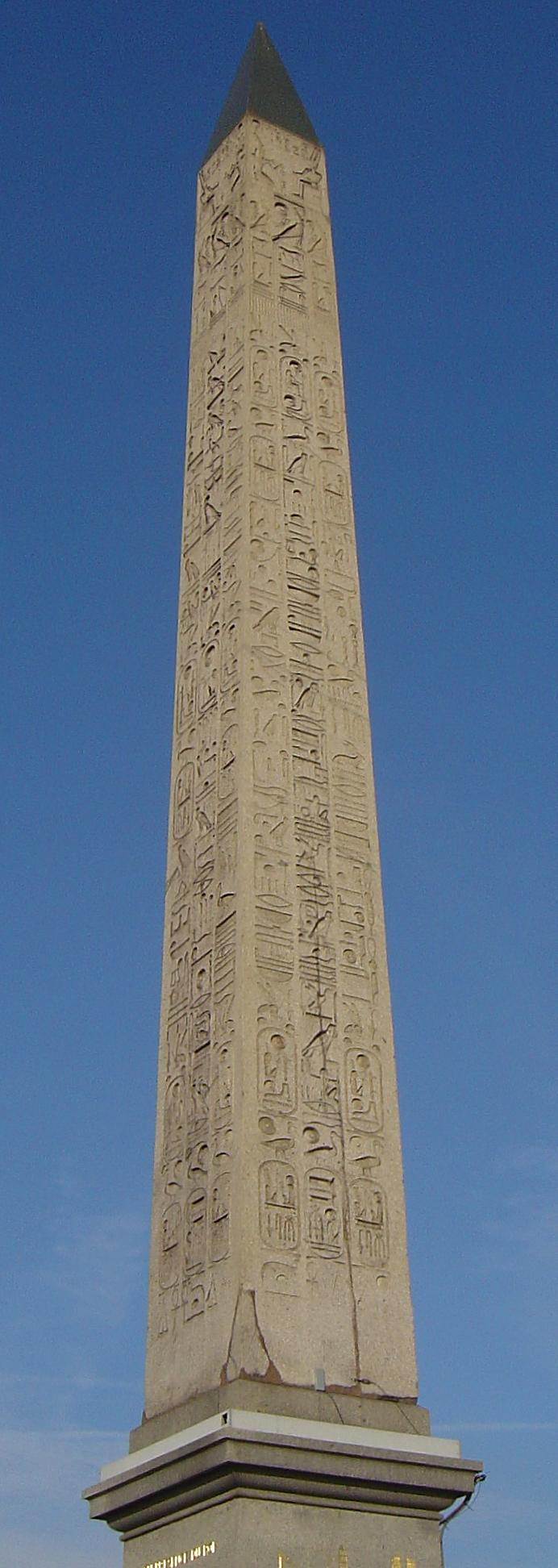
La face ouest (actuellement orientée au sud-sud-ouest) est sillonnée par une fissure montant jusqu'au tiers et qui a été consolidée dès l'Antiquité à l'aide de deux queues-d'aronde[39].
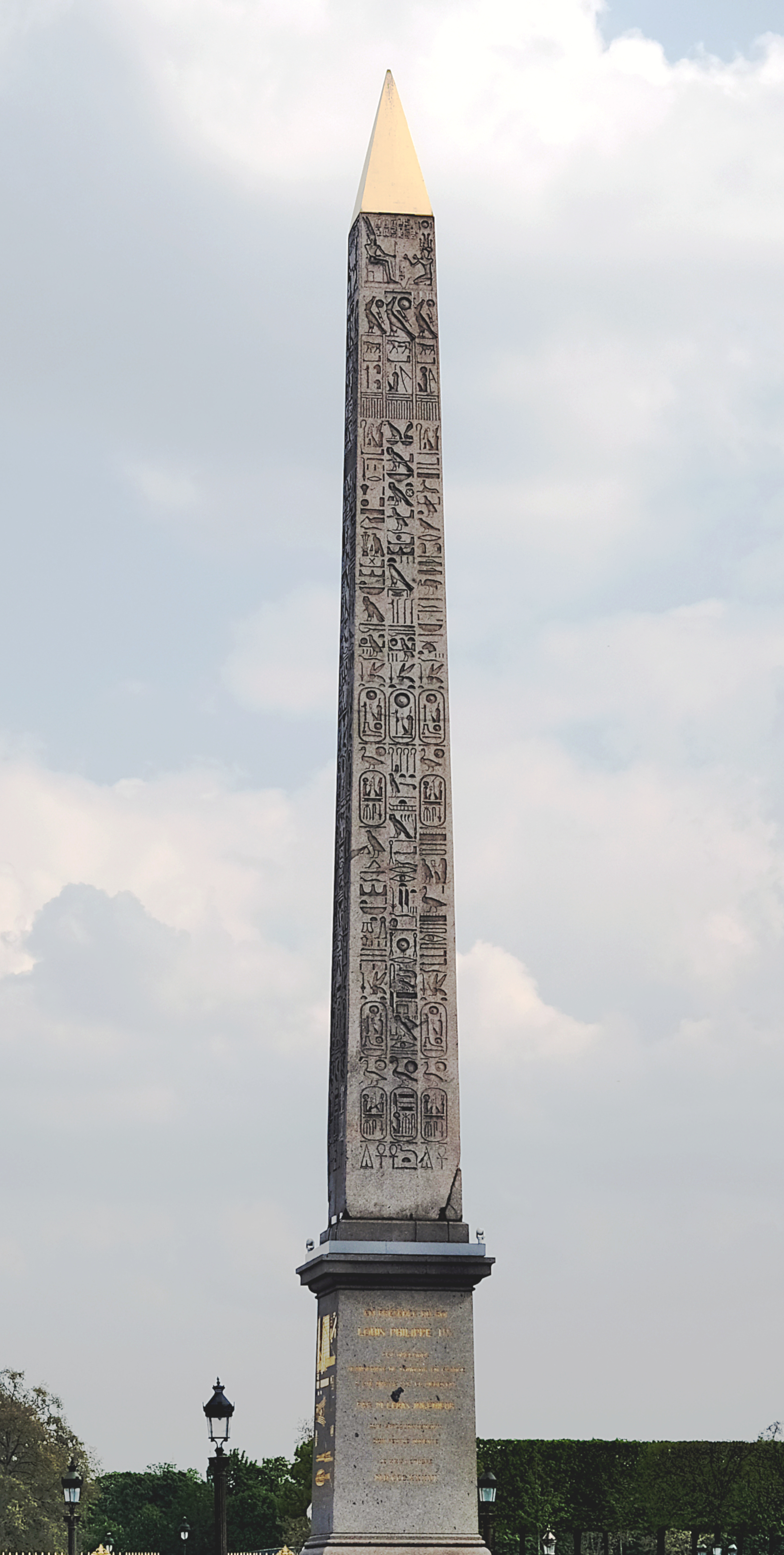
Hiéroglyphes gravés sur sa face ouest.
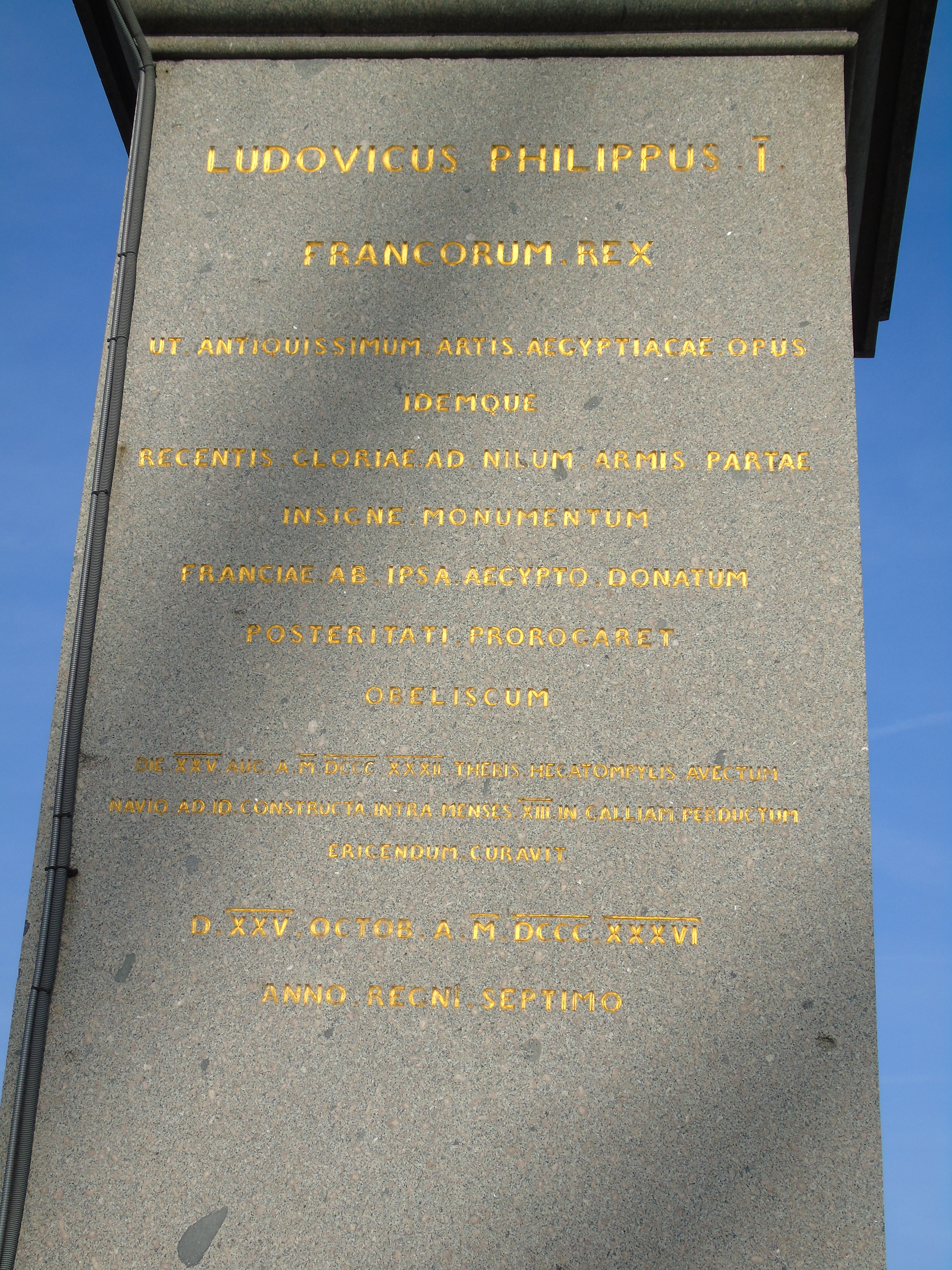
Inscription en latin d'une face du piédestal[i].